# 五個撲水的少年
《水男孩》（日語：ウォーターボーイズ），是由真人真事改編的日本校園青春勵志喜劇電影，2001年9月15日在日本首映。最初只在少數的電影院放映，因大受歡迎場場爆滿，最終放映劇場增加到100家，連映六個月。本片也是首次擔任主演的妻夫木聰的成名代表作。妻夫木聰以自然鮮活的演技成功塑造了男主角鈴木智，奪得當年以日本電影金像獎為首的多個獎項，成為其演員生涯的轉折點。
另外，因為電影版的大成功，之后改編為電視劇《水男孩》（WATER BOYS，香港有線電視譯為《水著少年》，不同於電影版）・《水男孩2》（WATER BOYS2，香港譯名如上）・《水男孩2005年夏》（WATER BOYS 2005夏），於2003年至2005年富士電視台播放。

## 電影版

### 故事
只有三年級生鈴木智（妻夫木聰 飾）一個隊員的唯野高校男子泳隊，在美女教師佐久間成為游泳隊新教練後，隊員激增。然而，佐久間的真實目的是組建男子水上芭蕾隊，在校慶表演。畏懼的隊員們瞬間奪門而逃，只剩下部長鈴木、佐藤、太田、金澤，早乙女五人。他們能否完成訓練，在校慶完美表演呢......

### 主要演員
- 鈴木智：妻夫木聰
- 佐藤勝正：玉木宏
- 太田祐一：三浦哲郁（日语：三浦アキフミ）
- 金澤孝志：近藤公園（日语：近藤公園）
- 早乙女聖：金子貴俊（日语：金子貴俊）
- 木内静子：平山綾
- 弥生：秋定里穂（日语：秋定里穂）
- 佐久間恵：真鍋香織
- 杉田：杉本哲太
- 尾崎校長：谷啓（日语：谷啓）
- 磯村：竹中直人

### 製作人員
- 導演：矢口史靖
- 編劇：矢口史靖
- 攝影：長田勇市
- 音樂：松田岳二・冷水ひとみ（日语：冷水ひとみ）
- 録音：郡弘道
- 編集：宮島竜治（日语：宮島竜治）
- 游泳指導：不破央（日语：不破央）
- 發行：東寶

### 得獎紀錄
作品獎
- 第75回 電影旬報 十佳電影 第8位
- 第56回 每日電影獎 日本優秀電影獎
- 第44回 藍絲帶賞 十佳電影
- 第23回 橫濱電影節 十佳電影 第2位
- 第25回 日本電影金像獎 優秀作品賞

個人獎
- 第25回 日本電影金像獎
  - 優秀監督賞・優秀脚本賞（矢口史靖）
  - 優秀主演男優賞・最佳新人賞（妻夫木聰）
  - 最優秀音樂賞（松田岳二・冷水ひとみ）
  - 優秀録音賞（郡弘道）
  - 優秀編集賞（宮島龍治）
- 第39回 金箭獎（ゴールデン・アロー賞）映画新人賞（妻夫木聰）
- 第11回 日本電影專業大獎 特別賞（妻夫木聰&男孩們）

### 譯名
片名在香港譯為《五個撲水的少年》，乃受1992年日本電影《シコふんじゃった》的香港譯名《五個相撲的少年》所影響。後來與《シコふんじゃった》同一班底的前作《ファンシィダンス》也在香港被發行，譯為《五個光頭的少年》。2002年11月，香港有一套本地電影《五個嚇鬼的少年》上映。

## 電視劇

### 

#### 故事
- 2003年7月1日-9月9日放送，山田孝之主演，平均收視率16.0%。
- 讲述缺乏自信、毫不起眼的平凡高中生进藤勘九郎，因为向往男子水上芭蕾而加入了游泳社，即使泳技不佳，依旧埋头练习。就在勘九郎升上三年级时，竟被选为水上芭蕾队长，但同时也传来教委会要求停止活动的消息。勘九郎与伙伴们：超爱男子水上芭蕾的转学生立松宪男、轻视男子水上芭蕾的学生会长田中昌俊、传说中的暴力留级生高原刚、以及自卑心作祟的胖哥石冢太，五个大男生凭借热情突破现状，实现表演水上芭蕾的梦想。

#### 主要演員
- 進藤勘九郎：山田孝之
- 立松憲男：森山未來
- 田中昌俊：瑛太
- 高原剛：石垣佑磨
- 石塚太：石井智也
- 大西麻子：宫地真绪
- 早川渥美：相武纱季
- 佐藤胜正：玉木宏
- 矶村：竹中直人
- 进藤美和子：高桥瞳
- 千葉：北条隆博
- 星山：星野源
- 一條：一太郎
- 安田孝：田中圭

#### 制作人员
- 导演：佐藤佑市、村上正典、高桥伸之
- 音楽：佐藤直紀
- 主題歌：福山雅治《虹》

### 
- 2004年7月6日-9月21日，《水男孩2（页面存档备份，存于）》放送，市原隼人主演，平均收視率16.2%。

- 2005年8月19日・8月20日，《水男孩2005夏》放送，瑛太主演。

## 外部連結
- 電影官方網站（页面存档备份，存于）
- 互联网电影数据库（IMDb）上《五個撲水的少年》的资料（英文）
- 豆瓣电影上《五個撲水的少年》的資料 （简体中文）
- 1905电影网上《五個撲水的少年》的资料（简体中文）
- 时光网上《五個撲水的少年》的資料（简体中文）